# 内姆斯多夫-格伦多夫
内姆斯多夫-格伦多夫是德国萨克森-安哈尔特州的一个市镇。总面积17.11平方公里，总人口865人，其中男性452人，女性413人（2011年12月31日），人口密度51人/平方公里。